# Archipiélago de Nordenskiöld
El archipiélago de Nordenskiöld o Nordenskjold (en ruso: Архипелаг Норденшельда; o Arkhipelag Nordenshel'da) es un amplio y complejo grupo de islas localizadas en el ártico siberiano, en la región oriental del mar de Kara. Su límite oriental se encuentra 120 km al oeste de la península de Taymyr. 
Administrativamente, todas las islas del archipiélago pertenecen al Krai de Krasnoyarsk de la Federación de Rusia.

## Geografía
El archipiélago de Nordenskiöld se extiende casi 100 km de oeste a este, a lo largo de la región costera del mar de Kara, frente a las orillas siberianas en una zona donde hay otras grandes islas costeras, como la (isla de Taimir y la isla Nansen).
El archipiélago tiene cerca de 90 islas, frías, azotadas por el viento y desoladas. Son islas de muy poca altura (el punto más alto de todo el archipiélago tiene 107 m, en isla Tchabak) y están formadas principalmente por rocas ígneas que están cubiertas con vegetación de tundra. El clima en el archipiélago es ártico y severo y las islas permanecen cubiertas de nieve de octubre a mayo, con temperaturas muy bajas y frecuentes tempestades de nieve. El mar que rodea la multitud de grupos de islas está cubierto por hielo fijo en el invierno y se halla obstruido por hielo incluso en el corto verano, que dura apenas unos dos meses en un año normal. A menudo, la niebla y la lluvia no dejan subir las temperaturas, por lo que algunos años el hielo entre las islas no se derrite.
No hubo nunca ningún asentamiento humano en ninguna de las islas del archipiélago, con excepción de dos estaciones meteorológicas, una permanente que operó en la isla Ruski entre 1935 y 1999 y otra más esporádica, en isla Tirtov (Tirtova) (1940-1975). 
El archipiélago de Nordenskiöld se ha dividido, a fines geográficos, en grupos, siendo los principales, de norte a sur, los siguientes:
- Islas Lütke (острова Литке; Ostrova Litke) (76°49′N 96°36′E / 76.817, 96.600), un grupo de 10 islas bautizado en honor de Fiódor Lütke. Este grupo incluye la isla Ruski (остров Русский; Ostrov Ruski) 77°03′N 96°09′E / 77.050, 96.150, ubicada en el extremo norte del archipiélago, es la isla más grande del grupo Nordenskiöld;
- Islas Orientales (Восточные острова; Vostyochnyye Ostrova) (76°38′N 97°30′E / 76.633, 97.500), un grupo de 15 islas en el que se incluyen las islas Kolomeitsev (острова Коломейцева; Ostrova Kolomeytseva) bautizado en honor de Nikolái Koloméitsev (76°56′N 97°48′E / 76.933, 97.800);
- Islas Tsivolko (острова Циволько; Ostrova Tsivolko) (76°44′N 94°38′E / 76.733, 94.633), un grupo de 18 islas bautizado en honor de Avgust Tsivolko, es el grupo más occidental;
- Islas Pajtusov (острова Пахтусова; Ostrova Pajtusova) (76°37′N 95°53′E / 76.617, 95.883), un grupo de 15 islas bautizado en honor de Pyotr Kuzmich Pajtusov;
- Islas Vilkitski o islas Dzhekman (острова Вилькицкого; Ostrova Dzhekman) (76°25′N 95°15′E / 76.417, 95.250), un grupo de 15 islas bautizado en honor de Borís Vilkitski. El punto más alto del archipiélago (107 m) está situado en la isla de Chabak, una de las islas Vilkitski.

## Historia
Las primeras noticias de este archipiélago se registraron en 1740, cuando el explorador ruso Nikifor Chekin, que acompañaba a Semión Cheliuskin en la Gran Expedición del Norte, las avistó aunque sin tiempo ni medios para reconocerlo. Transcurrió más de un siglo antes de que otro explorador, el barón Adolf Erik Nordenskiöld durante su épico viaje desde el Atlántico hasta el Pacífico por la Ruta del Mar del Norte navegara en torno a estas islas y confirmara su existencia. 
Unos años más tarde, en 1893, el explorador polar noruego Fridtjof Nansen dio a este archipiélago el nombre del Barón Nordenskiöld, durante su viaje al Ártico a bordo del Fram, recogiéndolo en sus mapas de las costas y mares del norte de Siberia. Navegando entre estas islas heladas y no exploradas, con su barco, Nansen tuvo la experiencia del agua muerta. Se trata de un extraño fenómeno que suele ocurrir en los fiordos, en que como los glaciares se derriten, forman una capa superficial de hielo de agua más dulce sobre el agua salada. 
Así es como Nansen se describe el fenómeno:

Hacia finales de agosto de 1893, cuando el Fram estaba fuera de la península de Taimir, cerca del archipiélago de Nordenskiöld, encontré "agua muerta". Se trata de un peculiar fenómeno, que ocurre cuando una capa superficial de agua dulce queda sobre el agua salada del mar. Se manifiesta en forma de una mayor o menor ondulación u olas que se extienden hasta despertarse, una detrás de otra, surgiendo a veces tan lejos adelante o casi en mitad del barco. Cuando quedó atrapado en el agua muerta, el Fram parecía retroceder, como si fuera guiado por alguna fuerza misteriosa, y no siempre respondía al mando. En clima calmado, con una carga ligera, el Fram era capaz de ir a 6 a 7 nudos. Cuando estaba en agua muerta no pudo hacer más 1,5 nudos. Hicimos bucles en nuestro rumbo girando a veces a la derecha, intentando toda suerte de travesuras para sacar algo en claro, pero con muy poco provecho.
Nansen

En 1900 las islas del archipiélago Nordenskiöld se exploraron y fueron cartografiadas en detalle por el capitán Fiódor Matisen durante la Expedición Polar rusa (1900-03). Esta iniciativa estuvo encabezada por el barón Eduard Toll, en nombre de la Academia de Ciencias de Rusia, a bordo del buque Zarya. Toll envió a Matisen a hacer una campaña de reconocimiento del archipiélago desconocido a principios de la primavera mientras el Zarya estaba invernado cerca de la isla de Taimir. El capitán Matisen atravesó toda la vasta zona helada entre las islas sobre un trineo tirado por perros. En dos viajes el capitán cartografió y nombró la mayoría de las islas del archipiélago. Matisen fue el que dividió el archipiélago en cuatro de los cinco principales grupos antes mencionados y nombró más de cuarenta nuevas islas. 
Al igual que Nansen, Eduard Toll observó que era difícil navegar por el archipiélago a causa del hielo.
Más de treinta años después de la expedición del barón Eduard Von Toll, pasado ya el fervor de la revolución rusa de 1917, el archipiélago aún permanecía casi inexplorado y deshabitado. Finalmente, una expedición enviada por el Instituto Ártico de la Unión Soviética a bordo del rompehielos Sedov, en el verano de 1935 hizo una breve campaña de reconocimiento y puso en marcha una estación meteorológica en isla Russki. Esta isla fue elegida debido a su proximidad al paso del Nordeste.
En 1937 el Instituto Ártico de la URSS organizó una expedición en el rompehielos Toros con el objetivo de explorar el archipiélago e investigar a fondo la Ruta del Mar del Norte en el mar de Kara, con un levantamiento hidrográfico. El Toros invernó en la bahía de Ledyanayay, en la isla Bonevi, al oeste de la isla Taymyr. En esta campaña algunas islas que el capitán Matisen dejó sin nombrar fueron bautizadas con nombres de personalidades comunistas. Tras explorar muchas de las islas del mar de Kara el Toros navegó de nuevo a Arcángel con el deshielo del verano. 
En 1940, se construyó una estación ártica temporal en la isla Tirtov (Tirtova). 
El 25 de agosto de 1942, durante la operación Wunderland, el crucero de la Kriegsmarine Admiral Scheer cayó sobre el rompehielos ruso Sibiryakov, al mando del capitán Kacharev, frente a la costa noroeste de isla Ruski en el extremo norte del archipiélago de Nordenskiöld. Después de oponer la mayor resistencia posible al crucero alemán más moderno y mejor equipado, el Sibiryakov fue hundido en una batalla desigual. Acto seguido, el Admiral Scheer se dirigió al suroeste con el fin de atacar las instalaciones militares soviéticas de Dikson. 
En 1975, durante la Guerra Fría, la estación de la isla Tirtov cerró de forma definitiva. 
Desde mayo de 1993, el archipiélago de Nordenskiöld forma parte de la Gran Reserva Natural del Ártico, la mayor reserva natural de Rusia. La estación ártica en la isla Ruski fue cerrada en 1999.

## Ecología

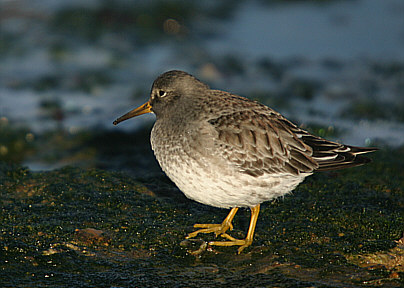
El correlimos morado, una de las muchas aves que habitan en las islas del archipiélago.

En las aguas que rodean el archipiélago hay ballenas, focas y morsas. El oso blanco (Ursus arctos maritimus) habita las zonas costeras y la banquisa. Todas las islas están cubiertas de tundra. Los animales más comunes en tierra firme son el lemming de la tundra (Lemmus lemmus), el correlimos morado (Calidris maritima), el playerito blanco, el correlimos menor y el vuelvepiedras (género Arenaria), que disfrutan del ecosistema del archipiélago con muy poca interferencia humana.
Las investigaciones científicas sobre la fauna y la flora del archipiélago Nordenskiöld se llevaron a cabo utilizando como base la estación ártica de la isla Russki.